# Pailona commun
Centroscymnus coelolepis
Espèce
Statut de conservation UICN

 NT  : Quasi menacé
Le pailona commun (Centroscymnus coelolepis) est une espèce de requins de la famille des Somnosidae.